# جون سلاتر
جون سلاتر (بالإنجليزية: John Slater)‏ هو ممثل بريطاني (وحمل سابقاً جنسية المملكة المتحدة لبريطانيا العظمى وأيرلندا)، ولد في 22 أغسطس 1916 بلندن في المملكة المتحدة، وتوفي بنفس المكان في 9 يناير 1975.

## أعمال

### أفلام
- (1945) الحجاب السابع

## وصلات خارجية
- جون سلاتر على موقع IMDb (الإنجليزية)
- جون سلاتر على موقع ألو سيني (الفرنسية)
- جون سلاتر على موقع ميوزك برينز (الإنجليزية)
- جون سلاتر على موقع أول موفي (الإنجليزية)
- جون سلاتر على موقع قاعدة بيانات الأفلام السويدية (السويدية)
- جون سلاتر على موقع قاعدة بيانات الفيلم (الإنجليزية)
- جون سلاتر على موقع كينوبويسك (الروسية)